# كونديه ناست
كوندي ناست /ˌkɒndeɪˈnæst/ شركة إعلام جماهيري عالمية تأسست في عام 1909 على يد كوندي مونتروز ناست (1873–1942) وتملكها شركة ادفانس ببلكشن .  يقع مقرها الرئيسي في مركز التجارة العالمي في المنطقة المالية في مانهاتن السفلى .
وتجتذب العلامات التجارية الإعلامية للشركة أكثر من 72 مليون مستهلك في المطبوعات، و394 مليونًا في الوسائط الرقمية، و454 مليونًا عبر منصات التواصل الاجتماعي. وتشمل هذه فوغ ، ونيويوركر ، وكوندي ناست ترافيلر ، وجي كيو ، وغلامور ، و Architectural Digest ، و فانيتي فير ، و Pitchfork ، و وايرد ، و بون آبيتي ، من بين عدة آخرين. تشغل آنا وينتور ، رئيسة تحرير مجلة فوغ الأمريكية، منصب المديرة الفنية والرئيسة التنفيذية للمحتوى العالمي. في عام 2011، أطلقت الشركة قسم كوندي ناست إنترتيمنت ، المكلف بتطوير محتوى الأفلام والتلفزيون والفيديو الاجتماعي والرقمي ومحتوى الواقع الافتراضي.

## التاريخ

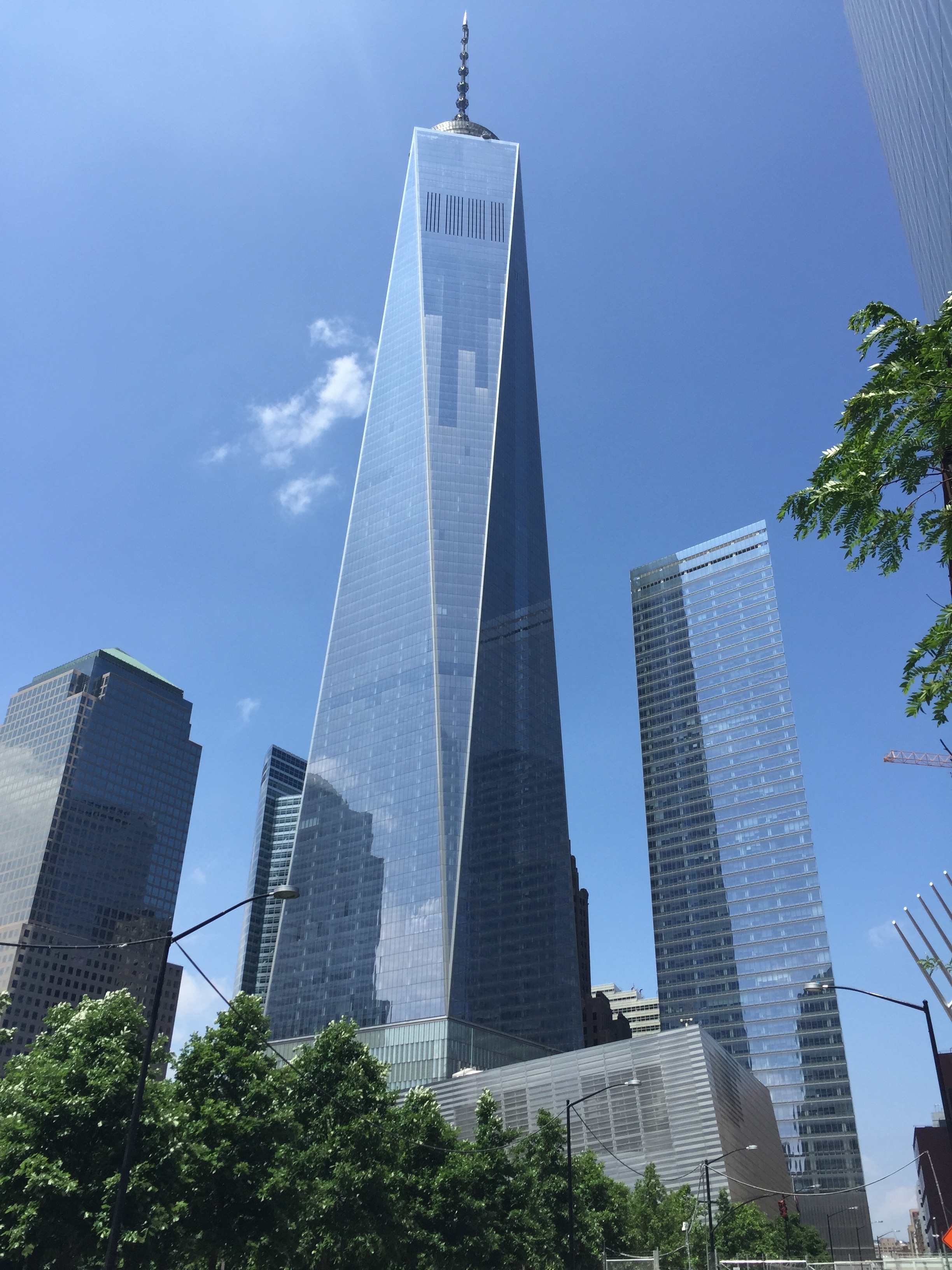
مركز التجارة العالمي، المقر الرئيسي للشركة في مانهاتن

تعود جذور الشركة إلى عام 1909، عندما قام كوندي مونتروز ناست ، وهو ناشر مولود في مدينة نيويورك، بشراء مجلة فوغ ، وهي مجلة مطبوعة تم إطلاقها في عام 1892 كمجلة أسبوعية في نيويورك لأخبار المجتمع والموضة. 
نشر ناست المجلة في البداية تحت اسم الشركة فوغ كومباني. وفي عام 1922، قام بتأسيس شركة كوندي ناست ببلكشن لتكون الشركة القابضة له.  كان لدى ناست ميل إلى رعاية نخبة القراء وكذلك المعلنين وقام بتطوير مجلة فوغ ، مما أرسل المجلة في طريقها لتصبح رائدة في مجال الأزياء الراقية . في النهاية، توسعت محفظة ناست لتشمل البيت والحديقة ، وفانيتي فير (المعروفة لفترة وجيزة باسم Dress and Vanity Fair )، وغلامور ، ولاعب الجولف الأمريكي ، والتي تم نشرها من عام 1908 إلى عام 1920  قدمت الشركة أيضًا مجلة فوغ البريطانية في عام 1916، وأصبحت كوندي ناست أول ناشر لطبعة خارجية من مجلة موجودة.
تعتبر كوندي ناست إلى حد كبير منشئ " النشر الطبقي "، وهو نوع من المجلات يركز على مجموعة اجتماعية معينة أو اهتمام معين بدلاً من استهداف أكبر عدد ممكن من القراء.  تركز مجلاتها على مجموعة واسعة من المواضيع، بما في ذلك السفر، والطعام، والمنزل، والثقافة، مع الموضة التي تعد الجزء الأكبر من محط تركيز وإهتمام الشركة.

## روابط خارجية
- الصفحة الرئيسية لكوندي ناست
- الصفحة الرئيسية لكوندي ناست الشرق الأوسط